# Ten (cantor)
Chittaphon Leechaiyapornkul (em tailandês:  ชิตพล ลี้ชัยพรกุล, hangul: 이영흠; rr: Lee Young-heum, chinês tradicional: 李永欽, chinês simplificado: 李永钦, pinyin: Li Yongqin; nascido em 27 de fevereiro de 1996), mais conhecido na carreira musical por seu nome artístico Ten (em coreano:  텐), é um cantor, rapper e dançarino tailandês. Iniciou sua carreira na Tailândia participando do programa Teen Superstar (2011), usando o nome artístico TNT. Ten ganhou destaque como membro do grupo masculino NCT (incluindo sua subunidade WayV).

## Carreira

### 2011–2019
No inicio de 2011, participou do programa de TV Teen Superstar, usando o nome artístico TNT. Em sua primeira audição, fez o teste com o número 1919 e em sua segunda com o número 100, chegando ao "TS7" até que finalmente ganhou o programa, tendo como prêmio um contrato com a agência sul-coreana Starship Entertainment. Como parte do reality lançou a canção "Change" em parceria com os demais participantes: Puzo, Jab, Victor, Lookmai, Spark, Nutty, Sao, Tong, Hui, Bix e Yoomiin, em março de 2011 para o álbum Change Teen Superstar. Assim que deixou o programa entrou para a empresa sul-coreana Starship Entertainment, sendo escolhido para integrar o grupo Boyfriend. Mas acabou sendo retirado da line-up final do grupo após deixar a agência.
Entrou para a SM Entertainment após ser selecionado na Audição Global de 2013 na Tailândia, conquistando o primeiro lugar. Foi introduzido como parte do SM Rookies em dezembro de 2013, utilizando o nome artístico Ten. De agosto à outubro de 2014, apareceu no programa EXO 90:2014, onde estrelou o remake do vídeo musical de "어머님께 (To Mother)". Estreou como membro do grupo NCT, integrando a subunidade NCT U, em abril de 2016 com o lançamento do single "The 7th Sense". Em junho de 2016, se juntou ao elenco do programa de dança da Mnet Hit the Stage, onde celebridades e dançarinos profissionais formam equipes e batalham entre si por meio de performances. Com um tema diferente em cada episódio, as celebridades e dançarinos mostram suas habilidades na dança de rua, e dança contemporânea, entre outros, pela ordem de classificação determinada por um painel especial.
Em janeiro de 2017, se juntou ao elenco do programa Elementary School Teacher da SBS, que mostra ídolos de países estrangeiros melhorando suas habilidades de língua coreana e acostumando-se com a cultura coreana, conquistando o 3º lugar. Em 24 de março de 2017 (KST), foi revelado que Ten lançaria seu primeiro single solo intitulado "Dream In A Dream" (몽중몽), uma canção com uma melodia oriental que fala sobre o verdadeiro significado do amor entre sonho e realidade. A canção foi lançada em 7 de abril como parte da 2ª temporada do projeto Station. Ainda em abril foi apresentado como membro do projeto de dança SM The Performance.

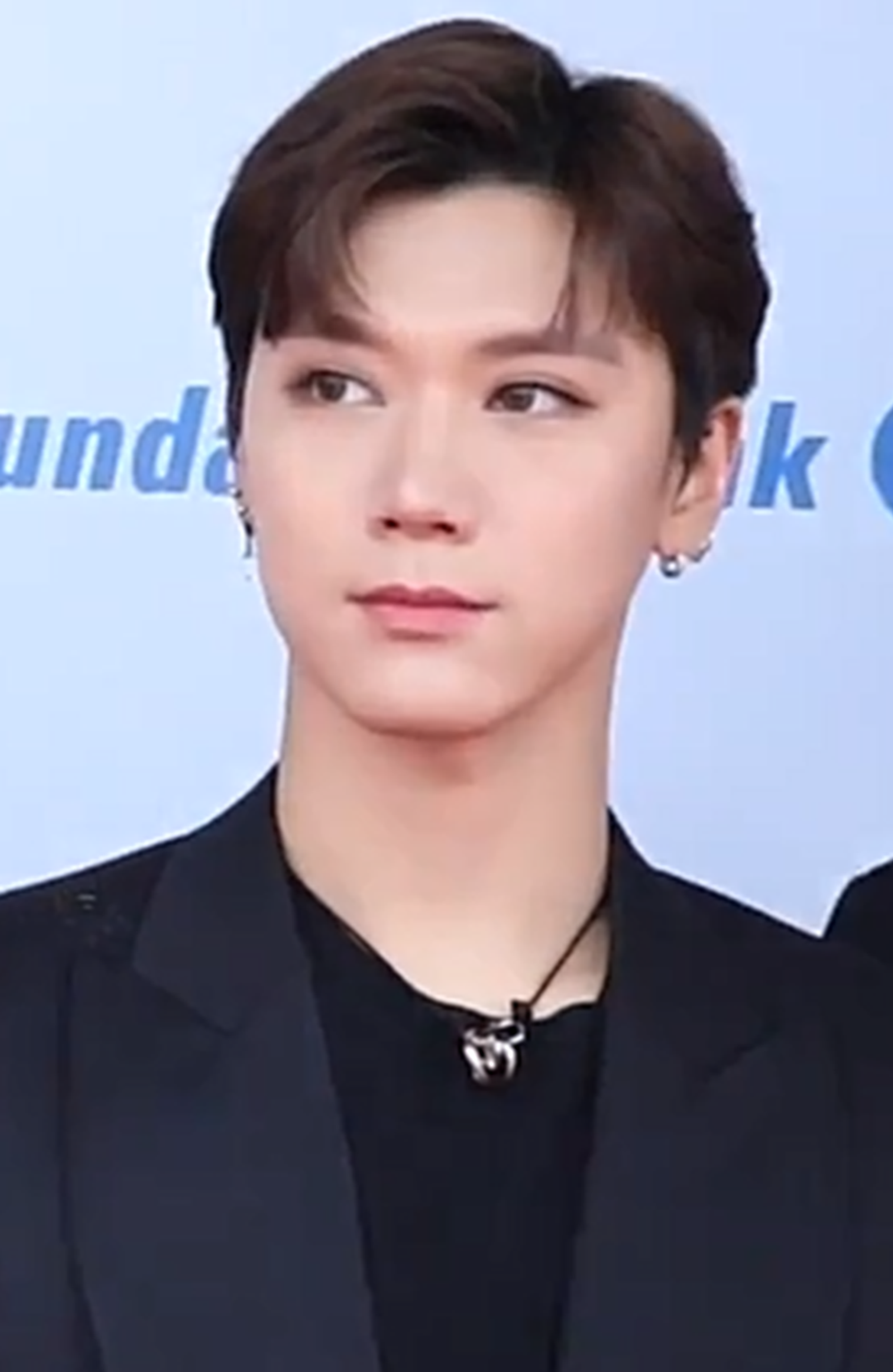
Ten no tapete vermelho do 24th Dream Concert. (maio de 2018)

Em fevereiro de 2018, ocorreu o lançamento do vídeo musical da canção "Baby Don't Stop", interpretada por Taeyong e Ten como parte do NCT U, marcando o retorno de Ten para a subunidade. A canção serviu como segundo single do primeiro álbum de estúdio do NCT, intitulado NCT 2018 Empathy, lançado em 14 de março de 2018. O álbum estrou na segunda posição da Gaon Album Chart e foi certificado com um disco de platina pela KMCA, por mais de 300 mil cópias vendidas. Lançou a canção "New Heroes", para o projeto Station, em 6 de abril de 2018. A canção retrata a vontade de se tornarem novos heróis desta geração, não importando as circunstâncias. Foi apresentado como membro do grupo WayV no final de dezembro de 2018.
Estreou oficialmente como membro do grupo WayV em janeiro de 2019 com o lançamento do single álbum The Vision, juntamente com o lead single "Regular". O grupo também serve como a subunidade chinesa do NCT. Para as promoções do grupo na China, Ten passou a usar também o nome chinês Li Yongqin. Em maio do mesmo ano, Ten apareceu no primeiro episódio do programa Beauty No.9, apesentado por Leeteuk e Esther Supreeleela. Ainda em maio foi escalado para a primeira temporada do programa Food Truck Battle, que teve seu lançamento em 16 de julho de 2019. O programa, produzido pela Fourth Apple Company Limited, mostra seus competidores, divididos em duas equipes, fazendo e vendendo comida em um Foodtruck, enquanto viajam por várias cidades para promover o turismo tailandês. Além de Ten, a temporada conta com a participação de Teeradon Supapunpinyo, Chicha Amatayakul, Nam Tae-hyun, Park Ye-eun e Chef Gunn. Em agosto do mesmo ano, foi apresentado como membro do grupo SuperM, juntamente com Taemin, Baekhyun, Kai, Taeyong, Lucas e Mark. O supergrupo estreou oficialmente em 4 de outubro de 2019, com o lançamento do extended play de mesmo nome. O EP estreou no número um na parada de álbuns da Billboard 200, com 164 mil cópias vendidas na semana que terminou em 10 de outubro, tornando-se o primeiro ato coreano a liderar a parada com seu lançamento de estreia, bem como o quarto lançamento em coreano a alcançar o número um.

### 2020–presente
No final de maio de 2020, participou do single "The Riot" do DJ GINJO. Descrita como uma "faixa future house com um som pesado", "The Riot" apresenta letras em inglês sobre deixar a paixão escondida dentro de sua alma, e conta também com vocais de Xiaojun. Em junho de 2020, foi lançado o primeiro álbum de estúdio do WayV, Awaken the World. O álbum estreou na nona posição na parada da Billboard World Albums. Após o seu lançamento, WayV ganhou sua primeira entrada no top-três no UNI Chart da Tencent Music (anteriormente conhecido como Yo! Bang) e também ocupou a mesma posição na parada oficial de álbuns da Coreia do Sul. Awaken the World tornou-se o primeiro lançamento do grupo nas paradas musicais japonesas, aparecendo tanto na Billboard Japan Hot Albums quanto na Oricon Weekly Albums Chart.
Em meados de setembro, o NCT anunciou o projeto NCT 2020, semelhante ao seu projeto NCT 2018, que combina membros de várias subunidades em um álbum. Em 20 de setembro, foi confirmado que o grupo estaria lançando seu segundo álbum, NCT 2020 Resonance Pt. 1 em 12 de outubro, apresentando todas as 4 unidades e 2 novos membros. Em sua pré-venda, o álbum ultrapassou a marca de 1 milhão de cópias vendidas apenas na Coreia do Sul. No álbum, Ten participou das B-sides "Nectar" (lançada pelo WayV) e "Faded In My Last Song" (lançada pelo NCT U). De outubro à dezembro de 2020, apareceu no reality show NCT World 2.0 ao lado dos outros membros do NCT. Para a segunda parte do segundo álbum do NCT, intitulado NCT 2020 Resonance Pt. 2 e lançado em 23 de novembro, Ten participou de ambas as faixas-título, "90's Love" e "Work It", tornando-o o único membro a estar presente em ambas as músicas.
Em junho de 2021, Ten lançou uma coleção de roupas de cinco peças com um varejista direto para fãs Represent. Intitulado What is ??? The Answers, a coleção apresenta suas obras originais. No Instagram, ele escreveu sobre a coleção: "O que me inspira a criar essas peças de arte é me lembrar que não há respostas reais no que fazemos. Eu sinto que estamos criando todas as regras e nos pressionamos com a palavra 'padrões'. Quem define os padrões do que é aceitável ou não + o que é certo ou não + o que é suficiente ou não??? Os limites que traçamos podem nos impedir de criar algo que nunca soubemos que seríamos capazes." Lançou o single "Paint Me Naked" em 10 de agosto de 2021, novamente como parte do projeto Station. No dia seguinte a canção alcançou o topo das paradas do iTunes em pelo menos 16 regiões. Em 17 de agosto, Ten estreou como parte da segunda subunidade do WayV, chamada WayV-Ten & Yangyang, com o single "Low Low".

## Imagem
Após o lançamento do vídeo musical de "Dream In A Dream" em abril de 2017, Ten passou a ser comparado com Taemin, que é considerado um dos melhores dançarinos do K-pop.

## Endossos
Em novembro de 2017, Ten se tornou modelo da marca de bebidas da Tailândia "est PLAY", juntamente com Taeyong. A dupla foi para a Tailândia no dia 27 de novembro para uma conferência de imprensa da marca, para mais de 150 jornalistas.

## Vida pessoal
Quando criança, em Bangkok, ele teve aulas de arte a pedido de sua mãe, que acreditava que estudar arte ajudaria a aumentar seu QI e melhorar sua educação como um todo. Ele não gostou muito na época, até que fez o exame Cambridge IGCSE e foi bem avaliado em arte.
Ten estudou na Shrewsbury International School, onde seus pais teriam investido mais de meio milhão em seu estudo. Em agosto de 2016, conquistou o 9º lugar no ranking realizado pela KBS sobre os K-idols que já nasceram ricos.
Em 2018, Ten recebeu uma isenção oficial do serviço militar obrigatório da Tailândia devido à sua reprovação no exame físico. Sua lesão anterior e cirurgia no joelho o consideraram impróprio para o serviço militar.

## Discografia
| Título                                                                                   | Ano                    | Melhores posições nas paradas | Vendas                 | Álbum                  |
| Título                                                                                   | Ano                    | US World                      | Vendas                 | Álbum                  |
| Como artista principal                                                                   | Como artista principal | Como artista principal        | Como artista principal | Como artista principal |
| ---------------------------------------------------------------------------------------- | ---------------------- | ----------------------------- | ---------------------- | ---------------------- |
| "Dream In A Dream" (夢中夢 / 몽중몽)                                                     | 2017                   | 5                             | - US: 1,000            | NCT 2018 Empathy       |
| "New Heroes"                                                                             | 2018                   | 4                             | —                      | Lançamentos sem álbum  |
| "Paint Me Naked"                                                                         | 2021                   | —                             | —                      | Lançamentos sem álbum  |
| Como artista convidado                                                                   |                        |                               |                        |                        |
| "The Riot" (GINJO featuring Ten x Xiaojun)                                               | 2020                   | —                             | —                      | Lançamento sem álbum   |
| Outras aparições                                                                         |                        |                               |                        |                        |
| "Change" (como parte do Teen Superstar)                                                  | 2011                   | —                             | —                      | Change Teen Superstar  |
| "—" indica lançamentos que não figuraram nas paradas ou não foram lançados nessa região. |                        |                               |                        |                        |

### Vídeos musicais
| Como artista principal               | Como artista principal | Como artista principal | Como artista principal        | Como artista principal |
| Canção                               | Ano                    | Outro(s) artista(s)    | Notas                         |                        |
| ------------------------------------ | ---------------------- | ---------------------- | ----------------------------- | ---------------------- |
| "Dream In A Dream" (夢中夢 / 몽중몽) | 2017                   | —                      |                               |                        |
| "New Heroes"                         | 2018                   | —                      |                               |                        |
| "Paint Me Naked"                     | 2021                   | —                      |                               |                        |
| Aparições em vídeos musicais         |                        |                        |                               |                        |
| "To Mother" (어머님께)               | 2014                   | g.o.d                  | Remake feito para EXO 90:2014 |                        |
| Outras aparições                     |                        |                        |                               |                        |
| "Change"                             | 2011                   | Teen Superstar         | Como parte do Teen Superstar  |                        |

## Filmografia
| Título                    | Ano  | Notas                      |
| ------------------------- | ---- | -------------------------- |
| Teen Superstar            | 2011 | Competidor                 |
| EXO 90:2014               | 2014 | Recorrente                 |
| Hit the Stage             | 2016 | Competidor (Ep. 1–6; 9–10) |
| Elementary School Teacher | 2017 | Regular                    |
| Beauty No.9               | 2019 | Participação (Ep. 1)       |
| Food Truck Battle         | 2019 | Regular                    |

## Fan meetings
| Data                    | Cidade  | País      | Local                         | Evento                             |
| ----------------------- | ------- | --------- | ----------------------------- | ---------------------------------- |
| 27 de fevereiro de 2019 | Bangkok | Tailândia | Muangthai Ratchadarai Theatre | 2019 Ten Birthday Party in Bangkok |

## Prêmios e indicações
| Ano             | Prêmio                                              | Categoria                               | Trabalho nomeado | Resultado | Ref.          |
| --------------- | --------------------------------------------------- | --------------------------------------- | ---------------- | --------- | ------------- |
| 2017            | Thailand Headlines Person of The Year Awards        | Most Popular – Culture & Entertainment  | Ele mesmo        | Venceu    | [ 78 ] [ 79 ] |
| Reconhecimentos |                                                     |                                         |                  |           |               |
| 2019            | TC Candler: The 7th Annual Independent Critics List | World's 100 Most Handsome Faces of 2019 | Ele mesmo        | 99th      | [ 80 ] [ 81 ] |